# Amaknak Island
Amaknak Island (aleutisch: Amaxnax̂) ist eine 8,5 km² große Insel der Aleuten und gehört zu den Fox Islands. Sie liegt in der Unalaska Bay im Nordosten der Insel Unalaska und ist mit ihr über die knapp 200 Meter lange South Channel Bridge verbunden.
Der Stadtteil Dutch Harbor der Stadt Unalaska befindet sich auf Amaknak Island. Beim United States Census 2000 betrug die Einwohnerzahl der Insel 2524, womit sie die bevölkerungsreichste Insel der Aleuten ist.